# François Emmanuel
 (mai 2021).
Si vous disposez d'ouvrages ou d'articles de référence ou si vous connaissez des sites web de qualité traitant du thème abordé ici, merci de compléter l'article en donnant les références utiles à sa vérifiabilité et en les liant à la section « Notes et références ».
François Emmanuel (nom de plume de François-Emmanuel Tirtiaux), né à Fleurus en Belgique le 3 septembre 1952, est un écrivain belge, d'expression française.

## Biographie
Entre 1970 et 1983, François-Emmanuel Tirtiaux entreprend des études de médecine, pour se spécialiser ensuite en psychiatrie. Parallèlement, il s’adonne à des activités théâtrales, allant jusqu’à fonder le Théâtre du Heurtoir, pour lequel il signe plusieurs adaptations et mises en scène. Il interrompt sa formation médicale pour rejoindre Jerzy Grotowski et son Théâtre Laboratoire (Teatr Laboratorium) de Wrocław. C’est lors de ce voyage qu’il entamera la première version de La Nuit d'obsidienne (à l’époque intitulée Archipel).
Dès l’âge de quinze ans, il écrit des poèmes, dont certains seront insérés dans le premier recueil publié (1984), Femmes prodiges, encore sous son nom complet. Ce n’est que deux ans après la publication de sa première plaquette qu’il adopte le nom de plume 'François Emmanuel'. Son premier roman, Retour à Satyah, sortira en 1989. En 1992 paraissent simultanément le recueil de nouvelles Grain de peau et le roman La Nuit d'obsidienne (prix triennal de la ville de Tournai l’année suivante). En 1994, La Partie d'échecs indiens remporte le prix des Amis des bibliothèques de la ville de Bruxelles et le prix Charles Plisnier. Suivent Le Tueur mélancolique (1995), La Leçon de chant (1996) et La Passion Savinsen (1998) qui obtient le prix Victor Rossel et dans lequel s'amorce une réflexion sur la nature aliénante de la maison familiale (que l'on retrouvera encore dans La Chambre voisine trois ans plus tard).
Entre-temps, François Emmanuel exerce le métier de psychothérapeute au Club Antonin Artaud. Il écrit encore de manière abondante : La Question humaine, Le Sentiment du fleuve, Le Vent dans la maison, Bleu de fuite, Là-bas. Sa première pièce de théâtre (Partie de chasse) est parue en avril 2007.
Il a été reçu en 2004 à l’Académie royale de langue et de littérature françaises de Belgique.
En 2007, son récit La Question humaine est adapté au cinéma par le réalisateur Nicolas Klotz, avec Mathieu Amalric dans le rôle principal, et Michael Lonsdale.
Son roman Regarde la vague (2007) est récompensé du prix triennal du roman 2009.

## Famille
- François Emmanuel est le frère de l'écrivain Bernard Tirtiaux et neveu d'un autre écrivain: Henry Bauchau.

## Œuvres
- Retour à Satyah, roman, Aix-en-Provence, Éditions Alinéa, 1989 (rééd. Bruxelles, Éditions Ancrage, no 10, 2000; rééd. Bruxelles, Éditions Labor, coll. « Espace Nord », no 243).
- Grain de peau, nouvelles, Aix-en-Provence, Éditions Alinéa, 1992 (rééd. Bruxelles, Éditions Labor, coll. « Espace Nord », no 155).
- La Nuit d'obsidienne, roman, Bruxelles, Éditions Les Éperonniers, 1992 (rééd. Bruxelles, Éditions Labor, coll. « Espace Nord », no 178).
- La Partie d'échecs indiens, roman, Paris, Éditions de La Différence, 1994 (rééd. Paris, Stock, 1999; rééd. Bruxelles, Éditions Labor, coll. « Espace Nord », no 195).
- Le Tueur mélancolique, roman, Paris, Éditions de La Différence, 1995 (rééd. Bruxelles, Éditions Labor, coll. « Espace Nord », no 145).
- La Leçon de chant, roman, Paris, Éditions de La Différence, 1996 (rééd. Bruxelles, Éditions Labor, coll. « Espace Nord », no 163).
- La Passion Savinsen, roman, Paris, Éditions Stock, 1998 (rééd. Paris, Le Livre de poche, no 14893).
- La Question humaine, récit, Éditions Stock, 2000 (rééd. Paris, Le Livre de poche, no 15361).
- Portement de ma mère, poèmes, Paris, Éditions Stock, 2001.
- La Chambre voisine, roman, Paris, Éditions Stock, 2001 (rééd. Paris, Le Livre de poche, no 15524).
- Le Sentiment du fleuve, roman, Bruxelles, Éditions Stock, 2003 (rééd. Paris, Le Livre de poche, no 30107).
- L’Invitation au voyage, nouvelles, Tournai, Éditions La Renaissance du Livre, 2004 (rééd. Bruxelles, Labor, coll. « Espace Nord », no 214, 2003).
- La Lente Mue des paysages, poèmes, Tournai, Éditions La Renaissance du Livre, 2004.
- Le Vent dans la maison, roman, Éditions Stock, 2004.
- Bleu de Fuite, roman, Paris, Éditions Stock, 2005.
- Là-bas, récit (livre-cd), Noville-sur-Mehaigne, Éditions Esperluète, 2006.
- Partie de chasse, théâtre, Arles, Actes Sud, 2007.
- Regarde la vague, roman, Paris, Seuil, 2007.
- Les Voix et les Ombres, conférences (Chaire de poétique de l'UCL), Carnières, Lansman, 2007.
- L’Enlacement, récit, Paris, Seuil, 2008.
- Jours de tremblement, roman, Paris, Seuil, 2010.
- Sept chants d'Avenisao, dessins d'Anne Leloux, Noville-sur-Mehaigne, Belgique, L'Esperluète, 2010.
- Cheyenn[2], récit, Paris, Seuil, 2011.
- Les Murmurantes, nouvelles, Paris, Seuil, 2013.
- Avant le passage, rêverie, Arles, Actes Sud, 2013
- Contribution à la théorie générale, suivi de Joyo ne chante plus, théâtre, Arles, Actes Sud, 2014

- Le Sommeil de Grâce, roman, Paris, Seuil, 2015.

- 33 chambres d’amour, fictions, Paris, Seuil, 2016.
- Les Consolantes, théâtre, Arles, Actes Sud, 2016.
- Ana et les ombres, roman, Arles, Actes Sud, 2018.

## Musique
- Benoît Mernier : Chant d'exil[3] pour voix de femme, violoncelle et piano (2018). Livret : François Emmanuel. Éditeur : XXI Music Publishing. Commande du Label Cypres Records et de Lettres en Voix asbl. Disque : Ophelia - Songs of Exile[4], Clara Inglese, Élodie Vignon, Sébastien Walnier. Cypres 2019 (CYP4651)
- Lukas Ligeti : La parole seule[5] pour mezzo-soprano et 6 instruments (2020). Livret : François Emmanuel. Commande du Festival Ars Musica.

## Ouvrages documentés, analytiques sur l'œuvre de François Emmanuel
- La Nuit d’obsidienne de François Emmanuel : de la quête initiatique à la construction d’une poétique intérieure, Estelle Mathey, In: Les Lettres Romanes, Vol. 68, no.3-4, p. 589-615 (2014)
- Le monde de François Emmanuel, Christophe Meurée, Aml Archives - Archives Du Futur N°11506, 9 février 2022